# Raymond Brownell
Pour les articles homonymes, voir Brownell.
Raymond James Brownell, né le 17 mai 1894 à New Town et mort le 12 avril 1974 à Subiaco, est un officier supérieur de la Royal Australian Air Force (RAAF) et un as de l'aviation de la Première Guerre mondiale.

## Biographie

### Jeunesse
Raymond Brownell naît à New Town dans la banlieue Hobart, en Tasmanie, le 17 mai 1894, de William Percival Brownell, un drapier, et de son épouse Julie Ann James (née Scott). D'abord scolarisé à la Leslie House School, Brownell  fréquente ensuite le Scotch College de Melbourne, où il est un sportif actif. Après avoir obtenu son diplôme, il est entré en apprentissage dans un cabinet d'experts-comptables et d'auditeurs à Hobart. En 1912, Raymond Brownell s'enrôle dans les Forces militaires citoyennes et est affecté à la 41e batterie, Régiment royal de l'Artillerie australienne,.

### Première Guerre mondiale

#### Forces impériales australiennes
Le 12 septembre 1914, Raymond Brownell est transféré aux Forces armées impériales australiennes pour servir pendant la Première Guerre mondiale,. Affecté à la 9e batterie de la 3e brigade d'artillerie de campagne avec le grade d'artilleur, Brownell embarque à Hobart à bord du HMAT Geelong le 20 octobre, à destination de l'Égypte,. À son arrivée, l'unité passe plusieurs mois à s'entraîner dans le désert, avant d'être affectée à la bataille de Gallipoli. Au lieu de débarquer sur la péninsule avec la batterie, Brownell est transféré à Alexandrie où l'armée a besoin de ses compétences administratives en tant que comptable.
En juillet 1915, Raymond Brownell est envoyé à Gallipoli et rejoint la 9e batterie. Promu bombardier le 12 novembre, il fait partie de l'une des dernières vagues australiennes à être évacuées de la péninsule en décembre lors du retrait des Alliés. De retour en Égypte, il est provisoirement promu sergent le 24 février 1916. Embarquant avec son unité à Alexandrie, Raymond Brownell arrive en France pour servir sur le front occidental le 29 mars, après un voyage de six jours.

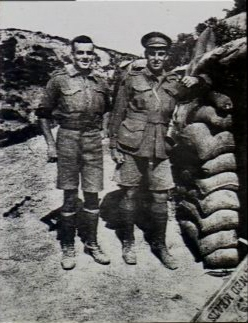
Raymond Brownell et son frère, le capitaine Herbert Brownell, à l'extérieur d'un abri à Gallipoli.

Les 21 et 22 juillet 1916, Raymond Brownell est au combat avec sa batterie à Pozières, au cours duquel l'unité est soumise à de violents tirs d'obus allemands. Tout au long de l'engagement, Brownell établit et maintient les communications entre la batterie et la ligne de feu, malgré la fatigue et les risques personnels qu'il encourt. Loué pour son « service particulièrement méritoire [...] et [...] sa bravoure dans ce travail », Raymond Brownell est par la suite recommandé pour la Médaille militaire. La notification de la récompense est publiée dans un supplément de la London Gazette le 16 novembre 1916.

#### Royal Flying Corps
En octobre 1916, Raymond Brownell demande à être transféré dans le Royal Flying Corps. Parmi les 5 000 candidats, il accepté le 1er janvier 1917 avec 200 autres Australiens,. Affecté à la formation des pilotes, il se rend en Angleterre et est affecté à l'école n° 3 d'aéronautique militaire à Exeter College, Oxford, à partir du 26 janvier. Après avoir obtenu son diplôme, Raymond Brownell est démobilisé des Forces armées impériales australiennes le 16 mars et est nommé second lieutenant du Royal Flying Corps le jour suivant,.
Affecté au No. 45 Squadron RAF, qui pilote des Sopwith Camel, Raymond Brownell se rend en France pour participer aux opérations sur le front occidental en septembre 1917,. Le 10 septembre, il participe à sa première patrouille, au cours de laquelle il abat un avion allemand biplace. Au cours de ses vols sur le front occidental, Raymond Brownell cumule cinq victoires et obtient le statut d'as avant que son escadron ne soit transféré en Italie en décembre. Plus tard dans le mois, lui et son observateur, le lieutenant Henry Moody, abattent l'as allemand Alwin Thurm au-dessus d'Asolo.

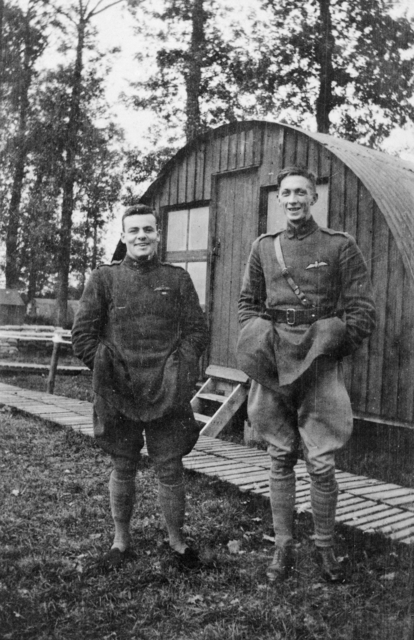
Raymond Brownell (à gauche) et son compatriote Cedric Howell, as de l'aviation australienne, à l'extérieur d'une cabane sur un terrain d'aviation en France, c. 1917.

Nommé commandant d'escadrille du No. 45 Squadron, il est promu temporairement capitaine le 11 février 1918. Au cours d'engagements aériens contre des avions des empires centraux au-dessus du front italien, il est crédité de la destruction de sept autres avions, ce qui porte son total à 12 plus neuf probables,,. Les victoires aériennes de Raymond Brownell se composent de six avions abattus dont un avec la participation d'un autre pilote, trois mises hors de contrôle dont une partagée, une capture partagée et la destruction d’un ballon. Pour avoir réussi à abattre six de ces avions sur une période de trois mois, Raymond Brownell se voit décerner la Croix militaire. L'annonce de la décoration est publiée dans un supplément de la London Gazette le 4 mars 1918, et la citation de la récompense est publiée dans un numéro ultérieur, le 16 août 1918 :
« War Office, 16th August, 1918.
With reference to the awards conferred as announced in the London Gazette dated 4th March, 1918, the following are the statements of service for which the decorations were conferred:—
Awarded the Military Cross.
2nd Lt. Raymond James Brownell, M.M., R.F.C., Spec. Res.

For conspicuous gallantry and devotion to duty. Within the last three months he has brought down six enemy aeroplanes, four of which were seen to come down in flames, the other two falling completely out of control. The dash, gallantry and offensive spirit displayed on all occasions by this officer are worthy of the highest praise. »
« War Office, 16 août 1918.
En ce qui concerne les récompenses décernées telles qu'annoncées dans la London Gazette du 4 mars 1918, voici les états de service pour lesquels les décorations ont été décernées : - La Croix militaire a été décernée à un soldat.
Décoré de la Croix militaire.
Sous-lieutenant Raymond James Brownell, M.M., R.F.C., Spec. Res.

Pour sa bravoure et son dévouement remarquables. Au cours des trois derniers mois, il a abattu six avions ennemis, dont quatre ont été vus en flammes, les deux autres étant devenus complètement incontrôlables. L'audace, la bravoure et l'esprit offensif dont cet officier a fait preuve en toutes occasions méritent les plus grands éloges. »
En avril 1918, Raymond Brownell obtient un congé de compassion pour rendre visite à sa mère gravement malade. Quittant le No. 45 Squadron, il se rend en Tasmanie. À la fin de son congé, en septembre, il entame son voyage de retour vers le Royaume-Uni. Au cours du voyage, il tombe gravement malade de la grippe pneumonique. À son arrivée, il accepte une commission dans la toute nouvelle Royal Air Force (RAF). La santé de la mère de Raymond Brownell se détériorant à nouveau, il cherche à démissionner de la RAF et est inscrit sur la liste des chômeurs le 14 août 1919. Embarquant pour la Tasmanie, il arrive à destination au cours du mois de septembre.

### Entre-deux-guerres

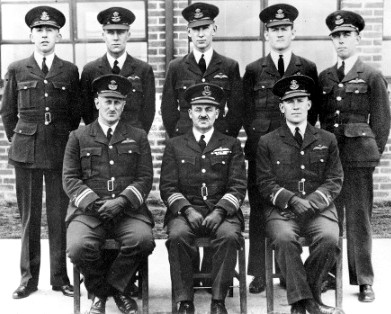
Officiers de la base Pearce de la RAAF en 1938. Raymond Brownell, commandant de la base, se trouve au centre, au premier rang.

À son retour en Australie, Raymond Brownell est employé comme comptable-adjoint dans une société de marchands à Melbourne, puis au conseil municipal de Hobart en tant que greffier. Le 22 avril 1920, il est l'un des porteurs du cercueil lors des funérailles militaires de son ami et collègue du No. 45 Squadron, le capitaine Cedric Howell, tué dans un accident d'avion alors qu'il participait à la course aérienne entre l'Angleterre et l'Australie. Cherchant un poste dans la toute nouvelle Force aérienne royale australienne (RAAF), Raymond Brownell est nommé Flying officer le 12 septembre 1921 et affecté à la RAAF Point Cook dans l'État de Victoria,, où il forme les cadets de l'armée de l'air. Le 26 août 1925, lors d'une cérémonie à l'église presbytérienne St Andrew, à Hobart, Raymond Brownell épouse Rhyllis Jean Birchall ; le couple aura plus tard deux filles. L'année suivante, il prend le commandement du No. 1 Squadron. Il dirige l'escadron jusqu'en 1928, date à laquelle il est nommé au quartier général de la RAAF à Melbourne en tant que directeur des services du personnel.
En 1934, Raymond Brownell est envoyé en Angleterre pour un échange avec la RAF. Nommé commandant en second du No. 3 Flying Training School à Grantham, il est promu Wing commander le 1er avril 1936. Alors qu'il sert encore au Royaume-Uni, il est nommé commandant du No. 23 (City of Perth) Squadron (qui deviendra plus tard No. 25 Squadron), qui avait été créé plus tôt en 1937. L'escadron est transféré à la base Pearce de la RAAF en Australie occidentale en mars 1938, date à laquelle Brownell retourne en Australie et prend le commandement de l'unité et de la base,. Raymond Brownell est le premier commandant de Pearce, qui est non seulement le premier établissement de la RAAF situé en Australie-Occidentale, mais aussi la première unité permanente de l'armée de l'air à être établie dans l'État.

### Seconde Guerre mondiale

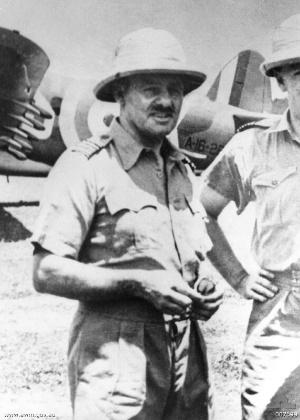
Group Captain Raymond Brownell en Malaisie, c. 1941.

Au début de la Seconde Guerre mondiale, davantage d'unités sont placées sous la responsabilité de Raymond Brownell à la base de la RAAF de Pearce et il est donc promu temporairement group captain en décembre 1939. Avec l'introduction des avions Lockheed Hudson dans la RAAF en février 1940, plusieurs unités sont rééquipées, y compris le No. 14 Squadron de la base de la RAAF à Pearce. Les Hudson remplacent les Avro Anson de l'escadron, qui doivent être rapatriés sur la côte est de l'Australie pour servir d'avions d'entraînement. À une occasion, Raymond Brownell participe au convoyage d'un Anson vers la RAAF Point Cook avec le pilote du No. 14 Squadron, Charles Learmonth. Arrivés avec l'avion, les deux hommes pilotent un de Havilland Moth Minor - un monoplan biplace à cockpit ouvert - jusqu'à Pearce. Le voyage de retour prend sept jours à Raymond Brownell et Charles Learmonth et nécessite vingt-et-un arrêts de ravitaillement en cours de route.
En août 1940, Raymond Brownell est envoyé à Singapour pour établir et commander une station de la RAAF sur l'île, ainsi que pour administrer les escadrons de la RAAF situés en Malaisie,. Embarquant à bord du SS Strathallan à la mi-août, Raymond Brownell et son personnel forment la station de la RAAF dans les deux semaines qui suivent leur arrivée à Sembawang. Sous le contrôle du RAF Far East Command, la station a été établie sous le nom de RAF Sembawang. Pendant cette période, Raymond Brownell se rend fréquemment dans la péninsule de Malaisie.

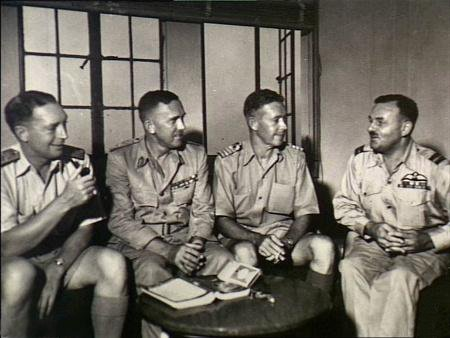
Membres du groupe de la mission australienne lors des pourparlers sur la reddition du Japon. De gauche à droite : le Commodore John Collins ; le Lieutenant général Frank Berryman ; le Capitaine Roy Dowling et l'Air Commodore Raymond Brownell.

Promu air commodore par intérim, Raymond Brownell retourne en Australie en août 1941 et est nommé Air Officer Commanding du No. 1 Training Group à Melbourne. À ce poste, il commande une trentaine d'établissements situés dans le sud de l'Australie. Le 1er janvier 1943, il est nommé Air Officer Commanding de la zone ouest. Basé à la base Pearce de la RAAF, Raymond Brownel est chargé de coordonner l'entraînement et de diriger les opérations de bombardement à longue portée. À la suite de rapports de renseignement indiquant qu'une force japonaise est en route pour attaquer l'Australie occidentale, le gouvernement australien ordonne le renforcement des défenses dans la région. En réponse à cela, Raymond Brownel organise des défenses aériennes autour de Perth et du golfe d'Exmouth au cours du mois de mars 1944. Grâce à des transports de l'armée, il renforce également Cunderdin avec du matériel et des bombes destinés aux bombardiers lourds présents dans la région. L'attaque japonaise n'a pas lieu. Pour ses services en tant qu'Air Officer Commanding de la Zone Ouest, Raymond Brownell est nommé Commandeur de l'Ordre de l'Empire britannique (CBE) lors des honneurs du Nouvel An 1945.
Après avoir abandonné le commandement de la zone ouest en juillet 1945, Raymond Brownell est nommé commandant du No. 11 Group récemment formé. Le No. 11 Group est établi comme une organisation statique qui doit prendre le contrôle administratif de toutes les unités de la RAAF basées à Morotai. Le groupe prend ses fonctions le 30 juillet et a la juridiction initiale de tout le territoire néerlandais dans la région, ainsi que de Bornéo du Nord et du Sarawak. Il assume également les trois principales responsabilités suivantes : défense aérienne locale et protection des voies maritimes, soutien des formations adjacentes et opérations offensives contre des cibles japonaises à portée, et fonctions liées à la ligne de communication. Le groupe est formé trop tard pour assumer toutes ses responsabilités avant la fin de la Seconde Guerre mondiale. Raymond Brownell est présent lors de la reddition des Japonais à Manille, à Tokyo et à Morotai. Il est choisi par le gouvernement australien pour assister à la cérémonie à bord de l'USS Missouri le 2 septembre 1945, mais il est remplacé par le Chef d'état-major de la Force aérienne, l'Air Vice Marshal George Jones, lorsque ce dernier se rend disponible pour faire le voyage au Japon.

### Dernières années et mort
De retour en Australie-Occidentale après la guerre, Raymond Brownell assiste à une cérémonie d'investiture à Government House, Perth, le 3 janvier 1947, où il se voit remettre son CBE par le lieutenant-Gouverneur d'Australie-Occidentale. Le 24 mars de la même année, Raymond Brownell prend sa retraite de la RAAF pour raisons médicales. En tout état de cause, il était prévu qu'il prenne une retraite anticipée, comme d'autres officiers supérieurs et vétérans de la Première Guerre mondiale, afin de laisser la place à des officiers plus jeunes et tout aussi compétents.
Après sa retraite de l'armée de l'air, Raymond Brownell devient partenaire de S. G. Brearley & Co, une société de courtage en valeurs mobilières située à Perth. En 1951, il devient président du comité sportif associé du National Fitness Council of Western Australia, fonction qu'il exerce jusqu'en 1967. Âgé de 79 ans, Raymond Brownell meurt à Subiaco, en Australie occidentale, le 12 avril 1974 et est inhumé avec tous les honneurs de l'armée de l'air. L'autobiographie de Raymond Brownell, From Khaki to Blue, est publiée à titre posthume par la Military Historical Society of Australia en 1978,.

## Publication
- (en) Raymond Brownell, From Khaki to Blue, Military Historical Society of Australia, 1978 (ISBN 0-909859-18-3)